# 広東軍政府

広東軍政府
中華民國軍政府 (中国語)
護法軍政府 (中国語)

中国南部の地図

広東軍政府（かんとんぐんせいふ、第1次広東政府）とは、中華民国広東省にあった地方政権。正式名称は中華民国軍政府（ちゅうかみんこくぐんせいふ）。1917年9月に成立し、1920年10月に瓦解した。段祺瑞の政治姿勢に反発した国民党系議員や南方の地方軍の寄合所帯的性格の強い政権で、広州市に本拠を置いた。護法軍政府（ごほうぐんせいふ）、広州軍政府（こうしゅうぐんせいふ）とも呼ばれる。北方の北京政府（北洋政府）に対抗したが、その権力基盤は容易に安定せず、内部抗争を繰り返した。

## 成立

### 北京の混乱
1916年（民国5年）6月の袁世凱死後、急約法と旧国会が回復され、副総統であった黎元洪が中華民国大総統に就任したが、実権は安徽派の軍人で国務総理の段祺瑞が掌握しており、両者は対立していた（府院の争い）。段祺瑞は日本から西原借款など大量の借款を導入して反対派の一掃を図った。折しも北京の政局は第一次世界大戦における対ドイツ参戦問題で紛糾していた。段祺瑞はドイツに宣戦布告し、参戦軍を編成することを名目として借款を導入して自己の軍備を増強しようとしたが、黎元洪は1917年（民国6年）5月、議会を味方につけて参戦に反対し、段祺瑞を罷免した。段祺瑞は各省の督軍を動員して黎元洪に圧力をかけた。このとき、段祺瑞の督軍団の一人として北京入城を果たした張勲は、混迷する政局を見て、黎元洪にせまって大総統を辞職させ、国会を解散させた。そして、すでに退位していた先帝の宣統帝（愛新覚羅溥儀）を担ぎ出して共和政を廃止し、溥儀を再び即位させて帝政の復古を宣言するクーデターを敢行した（張勲復辟）。復辟は13日で失敗し、8月、段祺瑞が国務総理に復帰してドイツ帝国に宣戦を布告し、参戦軍を拡充した。さらに段祺瑞は、張勲によって廃止された旧約法（中華民国臨時約法）および旧国会の回復を拒否した。

### 広東軍政府の成立

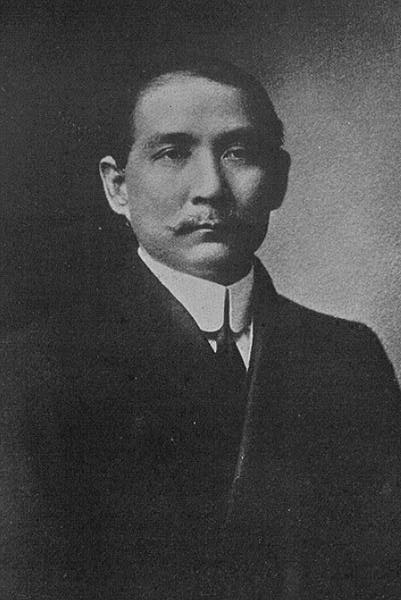
孫文（1917年頃）

段祺瑞の独走は、馮国璋率いる直隷派をはじめ他の軍閥との対立を激化させ、陸栄廷や唐継尭といった南西軍閥が北京中央に対する「自主」を表明した。1913年の第二革命以来政治から遠ざかっていた孫文は1917年7月初め、上海より広州に戻り、7月中旬には「護法」（1912年3月の臨時約法を守る、の意）を宣言して護法運動が始まった。そして、これら軍閥と提携して護法運動展開のための政府樹立を構想した。孫文は、解散させられていた国会議員に対し、広州への参集を求め、段祺瑞政府とは別の新政府を組織するよう電報を発したのである。第一艦隊の程璧光は永豊艦など9隻の戦艦を率いて孫文政権への合流を宣言し、7月22日、広州に到着した。
8月25日、約100名の旧国会議員は広州に集まり、定足数に満たないまま「国会非常会議」（護法国会）を開催して、臨時約法を護るために、広州で中華民国軍政府を組織すること、大元帥1名、元帥3名の設置、ならびに中華民国の行政権を行使することを決議した。9月1日、非常国会91人の投票の結果、84票で孫文を大元帥に選出し、その他、雲南派の唐継尭と広西派の陸栄廷を元帥に選出した。また、伍廷芳は外交総長、唐紹儀は財政総長に、程璧光は海軍総長に、胡漢民は交通総長に、それぞれ選出された。なお、フランスで長期外遊中の汪兆銘はこれに孫文側近として協力し、「最高顧問」という肩書で活動した。
大元帥に選ばれた孫文は、9月10日、李烈鈞を参謀総長に、李福林を親軍総司令に、許崇智を参軍長に、陳炯明を第一軍総司令に任命した。

### 軍政府の改組と消滅

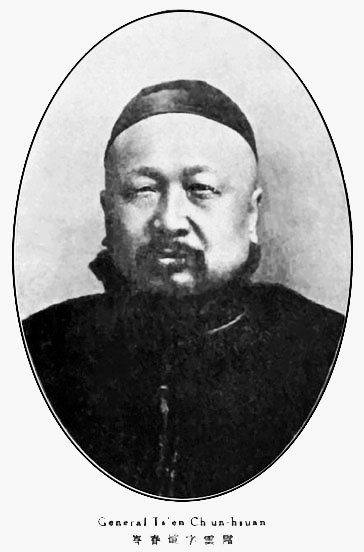
岑春煊

唐継尭（雲南派）と陸栄廷（広西派）は、孫文の風下に立つことを潔しとせず、元帥となることを拒んだ。一方、かつての袁世凱の政敵で広東軍政府側についていた広西の岑春煊も孫文と対立するようになり、孫文が護法軍政府の大元帥に就任すると、岑はその指導体制を拒否した。
広東軍政府軍にあって孫文は、海軍と元帥府の親軍および二十営の広東派をのぞくと、自身の軍権がおよぶ基盤を持っていなかった。そこで彼は、再度クーデターを起こして大元帥としての権限の拡大と集中を図った。そして、みずから海軍に命令して広州督軍府を砲撃させ、広西派の打倒を図ったのである。しかし、1917年末、陸栄廷・唐継尭・莫栄新らは唐紹儀との連合会を招集し、馮国璋の政治的正統性を再確認して、北方軍閥との連立政権を組織すべきことを主張した。
1918年になると、海軍の程璧光が広西派につくようになるなど軍政府・非常国会内における広西派の優位はゆるぎないものとなり、5月には、軍政府が7総裁による集団指導制へと改組された。ここに第一次護法運動が終結し、陸栄廷ら桂軍（旧広西派）の支援を得た岑春煊が、8月に主席総裁に就任した。
岑春煊や桂軍が主導権を握るようになると、かれらは北京政府（特に直隷派）との協調姿勢をとり、「南北和平」を目指そうとした。しかし、その政治姿勢に反発するかたちで、今度は孫文・唐紹儀・唐継尭（滇軍）の各総裁が反発して辞任したり、岑春煊・陸栄廷と北京政府とのあいだの密約を暴いて糾弾するなど、事態はむしろ紛糾の度合いを深めた。
1920年（民国9年）3月、総裁の1人である伍廷芳が上海に出奔し、反岑春煊勢力と連合した。これは事実上、広東軍政府を分割する行動であった。同年10月、粤軍（広東軍）の陳炯明が桂軍を広東から駆逐し、後ろ盾を失った岑春煊は、ついに辞職を表明して上海の租界に逃亡し、広東軍政府はここに消滅した。